# Tour de Catalogne 2014
La 94e édition du Tour de Catalogne a eu lieu du 24 au 30 mars 2014. Il s'agit de la 5e épreuve de l'UCI World Tour 2014.

## Présentation

### Équipes
L'organisateur a communiqué la liste des équipes invitées le 7 février 2014,, avant d'annoncer la présence également de l'équipe Wanty-Groupe Gobert le 14 février 2014. 22 équipes participent à ce Tour de Catalogne - 18 ProTeams et 4 équipes continentales professionnelles :
| Nom de l'équipe         | Pays        | Code |
| ----------------------- | ----------- | ---- |
| AG2R La Mondiale        | France      | ALM  |
| Astana                  | Kazakhstan  | AST  |
| Belkin                  | Pays-Bas    | BEL  |
| BMC Racing              | États-Unis  | BMC  |
| Cannondale              | Italie      | CAN  |
| Europcar                | France      | EUC  |
| FDJ.fr                  | France      | FDJ  |
| Garmin-Sharp            | États-Unis  | GRS  |
| Giant-Shimano           | Pays-Bas    | GIA  |
| Katusha                 | Russie      | KAT  |
| Lampre-Merida           | Italie      | LAM  |
| Lotto-Belisol           | Belgique    | LTB  |
| Movistar                | Espagne     | MOV  |
| Omega Pharma-Quick Step | Belgique    | OPQ  |
| Orica-GreenEDGE         | Australie   | OGE  |
| Sky                     | Royaume-Uni | SKY  |
| Tinkoff-Saxo            | Russie      | TCS  |
| Trek Factory Racing     | États-Unis  | TFR  |

| Nom de l'équipe        | Pays     | Code |
| ---------------------- | -------- | ---- |
| Caja Rural-Seguros RGA | Espagne  | CJR  |
| CCC Polsat Polkowice   | Pologne  | CCC  |
| Cofidis                | France   | COF  |
| Wanty-Groupe Gobert    | Belgique | WGG  |

## Étapes
| Étape     | Date    | Villes étapes                               |  | Distance (km) | Vainqueur d’étape  | Leader du classement général |
| --------- | ------- | ------------------------------------------- |  | ------------- | ------------------ | ---------------------------- |
| 1re étape | 24 mars | Calella - Calella                           |  | 169,7         | Luka Mezgec        | Luka Mezgec                  |
| 2e étape  | 25 mars | Mataró - Gérone                             |  | 168           | Luka Mezgec        | Luka Mezgec                  |
| 3e étape  | 26 mars | Banyoles - La Molina                        |  | 162,9         | Joaquim Rodríguez  | Joaquim Rodríguez            |
| 4e étape  | 27 mars | Alp - Vallter 2000                          |  | 166,4         | Tejay van Garderen | Joaquim Rodríguez            |
| 5e étape  | 28 mars | Camprodon - Valls                           |  | 218,2         | Luka Mezgec        | Joaquim Rodríguez            |
| 6e étape  | 29 mars | El Vendrell - Vilanova i la Geltrú          |  | 172           | Stef Clement       | Joaquim Rodríguez            |
| 7e étape  | 30 mars | Barcelone (Montjuïc) - Barcelone (Montjuïc) |  | 120,7         | Lieuwe Westra      | Joaquim Rodríguez            |

## Déroulement de la course

### 1reétape
|    | Coureur            | Équipe                  |    | Temps           |
| -- | ------------------ | ----------------------- | -- | --------------- |
| 1  | Luka Mezgec        | Giant-Shimano           | en | 4 h 09 min 13 s |
| 2  | Leigh Howard       | Orica-GreenEDGE         | +  | m.t             |
| 3  | Julian Alaphilippe | Omega Pharma-Quick Step |    | m.t             |
| 4  | Paul Martens       | Belkin                  |    | m.t             |
| 5  | Tosh Van der Sande | Lotto-Belisol           |    | m.t             |
| 6  | Daniele Ratto      | Cannondale              |    | m.t             |
| 7  | Marcus Burghardt   | BMC Racing              |    | m.t             |
| 8  | Roberto Ferrari    | Lampre-Merida           |    | m.t             |
| 9  | Samuel Dumoulin    | AG2R La Mondiale        |    | m.t             |
| 10 | Kévin Réza         | Europcar                |    | m.t             |

|    | Coureur            | Équipe                  |    | Temps           |
| -- | ------------------ | ----------------------- | -- | --------------- |
| 1  | Luka Mezgec        | Giant-Shimano           | en | 4 h 09 min 03 s |
| 2  | Leigh Howard       | Orica-GreenEDGE         | +  | 4 s             |
| 3  | Julian Alaphilippe | Omega Pharma-Quick Step |    | 6 s             |
| 4  | Boris Vallée       | Lotto-Belisol           |    | 8 s             |
| 5  | Cédric Pineau      | FDJ.fr                  |    | 9 s             |
| 6  | Paul Martens       | Belkin                  |    | 10 s            |
| 7  | Tosh Van der Sande | Lotto-Belisol           |    | 10 s            |
| 8  | Daniele Ratto      | Cannondale              |    | 10 s            |
| 9  | Marcus Burghardt   | BMC Racing              |    | 10 s            |
| 10 | Roberto Ferrari    | Lampre-Merida           |    | 10 s            |

### 2eétape
|    | Coureur            | Équipe                  |    | Temps           |
| -- | ------------------ | ----------------------- | -- | --------------- |
| 1  | Luka Mezgec        | Giant-Shimano           | en | 3 h 57 min 49 s |
| 2  | Roberto Ferrari    | Lampre-Merida           | +  | 0 s             |
| 3  | Daniele Ratto      | Cannondale              |    | 0 s             |
| 4  | Julian Alaphilippe | Omega Pharma-Quick Step |    | 0 s             |
| 5  | Marcus Burghardt   | BMC Racing              |    | 0 s             |
| 6  | Davide Vigano      | Caja Rural-Seguros RGA  |    | 0 s             |
| 7  | Boris Vallée       | Lotto-Belisol           |    | 0 s             |
| 8  | Tosh Van der Sande | Lotto-Belisol           |    | 0 s             |
| 9  | Leigh Howard       | Orica-GreenEDGE         |    | 0 s             |
| 10 | Maciej Paterski    | CCC Polsat Polkowice    |    | 3 s             |

|    | Coureur            | Équipe                  |    | Temps           |
| -- | ------------------ | ----------------------- | -- | --------------- |
| 1  | Luka Mezgec        | Giant-Shimano           | en | 8 h 06 min 42 s |
| 2  | Roberto Ferrari    | Lampre-Merida           | +  | 14 s            |
| 3  | Leigh Howard       | Orica-GreenEDGE         |    | 14 s            |
| 4  | Julian Alaphilippe | Omega Pharma-Quick Step |    | 16 s            |
| 5  | Daniele Ratto      | Cannondale              |    | 16 s            |
| 6  | Boris Vallée       | Lotto-Belisol           |    | 18 s            |
| 7  | Marcus Burghardt   | BMC Racing              |    | 20 s            |
| 8  | Tosh Van der Sande | Lotto-Belisol           |    | 20 s            |
| 9  | Davide Viganò      | Caja Rural-Seguros RGA  |    | 20 s            |
| 10 | Michel Koch        | Cannondale              |    | 20 s            |

### 3eétape
|    | Coureur            | Équipe           |    | Temps           |
| -- | ------------------ | ---------------- | -- | --------------- |
| 1  | Joaquim Rodríguez  | Katusha          | en | 4 h 50 min 55 s |
| 2  | Alberto Contador   | Tinkoff-Saxo     | +  | 5 s             |
| 3  | Nairo Quintana     | Movistar         |    | 9 s             |
| 4  | Tejay van Garderen | BMC Racing       |    | 11 s            |
| 5  | Christopher Froome | Sky              |    | 13 s            |
| 6  | Domenico Pozzovivo | AG2R La Mondiale |    | 14 s            |
| 7  | Wilco Kelderman    | Belkin           |    | 14 s            |
| 8  | Andrew Talansky    | Garmin-Sharp     |    | 14 s            |
| 9  | Romain Bardet      | AG2R La Mondiale |    | 14 s            |
| 10 | Przemysław Niemiec | Lampre-Merida    |    | 20 s            |

|    | Coureur            | Équipe           |    | Temps            |
| -- | ------------------ | ---------------- | -- | ---------------- |
| 1  | Joaquim Rodríguez  | Katusha          | en | 12 h 58 min 00 s |
| 2  | Alberto Contador   | Tinkoff-Saxo     | +  | 5 s              |
| 3  | Nairo Quintana     | Movistar         |    | 9 s              |
| 4  | Tejay van Garderen | BMC Racing       |    | 11 s             |
| 5  | Christopher Froome | Sky              |    | 13 s             |
| 6  | Wilco Kelderman    | Belkin           |    | 14 s             |
| 7  | Romain Bardet      | AG2R La Mondiale |    | 14 s             |
| 8  | Andrew Talansky    | Garmin-Sharp     |    | 14 s             |
| 9  | Domenico Pozzovivo | AG2R La Mondiale |    | 14 s             |
| 10 | Przemysław Niemiec | Lampre-Merida    |    | 20 s             |

### 4eétape
|    | Coureur            | Équipe              |    | Temps           |
| -- | ------------------ | ------------------- | -- | --------------- |
| 1  | Tejay van Garderen | BMC Racing          | en | 4 h 49 min 30 s |
| 2  | Romain Bardet      | AG2R La Mondiale    | +  | 0 s             |
| 3  | Alberto Contador   | Tinkoff-Saxo        |    | 3 s             |
| 4  | Joaquim Rodríguez  | Katusha             |    | 4 s             |
| 5  | Nairo Quintana     | Movistar            |    | 5 s             |
| 6  | Andrew Talansky    | Garmin-Sharp        |    | 8 s             |
| 7  | Christopher Froome | Sky                 |    | 8 s             |
| 8  | Warren Barguil     | Giant-Shimano       |    | 15 s            |
| 9  | Domenico Pozzovivo | AG2R La Mondiale    |    | 16 s            |
| 10 | Robert Kišerlovski | Trek Factory Racing |    | 21 s            |

|    | Coureur            | Équipe                 |    | Temps            |
| -- | ------------------ | ---------------------- | -- | ---------------- |
| 1  | Joaquim Rodríguez  | Katusha                | en | 17 h 47 min 34 s |
| 2  | Alberto Contador   | Tinkoff-Saxo           | +  | 4 s              |
| 3  | Tejay van Garderen | BMC Racing             |    | 7 s              |
| 4  | Romain Bardet      | AG2R La Mondiale       |    | 10 s             |
| 5  | Nairo Quintana     | Movistar               |    | 10 s             |
| 6  | Christopher Froome | Sky                    |    | 17 s             |
| 7  | Andrew Talansky    | Garmin-Sharp           |    | 18 s             |
| 8  | Domenico Pozzovivo | AG2R La Mondiale       |    | 26 s             |
| 9  | Warren Barguil     | Giant-Shimano          |    | 42 s             |
| 10 | David Arroyo       | Caja Rural-Seguros RGA |    | 45 s             |

### 5eétape
|    | Coureur            | Équipe                  |    | Temps           |
| -- | ------------------ | ----------------------- | -- | --------------- |
| 1  | Luka Mezgec        | Giant-Shimano           | en | 5 h 16 min 00 s |
| 2  | Julian Alaphilippe | Omega Pharma-Quick Step | +  | m.t             |
| 3  | Samuel Dumoulin    | AG2R La Mondiale        |    | m.t             |
| 4  | Paul Martens       | Belkin                  |    | m.t             |
| 5  | Michel Kreder      | Wanty-Groupe Gobert     |    | m.t             |
| 6  | Alberto Contador   | Tinkoff-Saxo            |    | m.t             |
| 7  | Adam Yates         | Orica-GreenEDGE         |    | m.t             |
| 8  | Kévin Réza         | Europcar                |    | m.t             |
| 9  | Tosh Van der Sande | Lotto-Belisol           |    | m.t             |
| 10 | Davide Viganò      | Caja Rural-Seguros RGA  |    | m.t             |

|    | Coureur            | Équipe              |    | Temps            |
| -- | ------------------ | ------------------- | -- | ---------------- |
| 1  | Joaquim Rodríguez  | Katusha             | en | 23 h 03 min 34 s |
| 2  | Alberto Contador   | Tinkoff-Saxo        | +  | 4 s              |
| 3  | Tejay van Garderen | BMC Racing          |    | 7 s              |
| 4  | Romain Bardet      | AG2R La Mondiale    |    | 10 s             |
| 5  | Nairo Quintana     | Movistar            |    | 10 s             |
| 6  | Christopher Froome | Sky                 |    | 17 s             |
| 7  | Andrew Talansky    | Garmin-Sharp        |    | 18 s             |
| 8  | Domenico Pozzovivo | AG2R La Mondiale    |    | 26 s             |
| 9  | Warren Barguil     | Giant-Shimano       |    | 42 s             |
| 10 | Robert Kišerlovski | Trek Facotry Racing |    | 48 s             |

### 6eétape
|    | Coureur            | Équipe                  |    | Temps           |
| -- | ------------------ | ----------------------- | -- | --------------- |
| 1  | Stef Clement       | Belkin                  | en | 3 h 58 min 44 s |
| 2  | Rudy Molard        | Cofidis                 | +  | 3 s             |
| 3  | Pieter Serry       | Omega Pharma-Quick Step |    | 3 s             |
| 4  | Jens Voigt         | Trek Factory Racing     |    | 3 s             |
| 5  | Marek Rutkiewicz   | CCC Polsat Polkowice    |    | 3 s             |
| 6  | Antonio Piedra     | Caja Rural-Seguros RGA  |    | 3 s             |
| 7  | Pierre Rolland     | Europcar                |    | 3 s             |
| 8  | Damien Howson      | Orica-GreenEDGE         |    | 3 s             |
| 9  | Nico Sijmens       | Wanty-Groupe Gobert     |    | 9 s             |
| 10 | Tosh Van der Sande | Lotto-Belisol           |    | 55 s            |

|    | Coureur            | Équipe              |    | Temps            |
| -- | ------------------ | ------------------- | -- | ---------------- |
| 1  | Joaquim Rodríguez  | Katusha             | en | 27 h 03 min 13 s |
| 2  | Alberto Contador   | Tinkoff-Saxo        | +  | 4 s              |
| 3  | Tejay van Garderen | BMC Racing          |    | 7 s              |
| 4  | Romain Bardet      | AG2R La Mondiale    |    | 10 s             |
| 5  | Nairo Quintana     | Movistar            |    | 10 s             |
| 6  | Christopher Froome | Sky                 |    | 17 s             |
| 7  | Andrew Talansky    | Garmin-Sharp        |    | 18 s             |
| 8  | Domenico Pozzovivo | AG2R La Mondiale    |    | 26 s             |
| 9  | Warren Barguil     | Giant-Shimano       |    | 42 s             |
| 10 | Robert Kišerlovski | Trek Factory Racing |    | 48 s             |

### 7eétape
|    | Coureur           | Équipe               |    | Temps           |
| -- | ----------------- | -------------------- | -- | --------------- |
| 1  | Lieuwe Westra     | Astana               | en | 2 h 36 min 14 s |
| 2  | Marcus Burghardt  | BMC Racing           | +  | 1 min 22 s      |
| 3  | Thomas Voeckler   | Europcar             |    | 1 min 22 s      |
| 4  | Maciej Paterski   | CCC Polsat Polkowice |    | 1 min 26 s      |
| 5  | Yoann Bagot       | Cofidis              |    | 1 min 36 s      |
| 6  | Jan Polanc        | Lampre-Merida        |    | 2 min 07 s      |
| 7  | Alberto Contador  | Tinkoff-Saxo         |    | 2 min 07 s      |
| 8  | Romain Bardet     | AG2R La Mondiale     |    | 2 min 07 s      |
| 9  | Arnold Jeannesson | FDJ.fr               |    | 2 min 07 s      |
| 10 | Joaquim Rodríguez | Katusha              |    | 2 min 07 s      |

|    | Coureur            | Équipe              |    | Temps            |
| -- | ------------------ | ------------------- | -- | ---------------- |
| 1  | Joaquim Rodríguez  | Katusha             | en | 29 h 41 min 34 s |
| 2  | Alberto Contador   | Tinkoff-Saxo        | +  | 4 s              |
| 3  | Tejay van Garderen | BMC Racing          |    | 7 s              |
| 4  | Romain Bardet      | AG2R La Mondiale    |    | 10 s             |
| 5  | Nairo Quintana     | Movistar            |    | 10 s             |
| 6  | Christopher Froome | Sky                 |    | 17 s             |
| 7  | Andrew Talansky    | Garmin-Sharp        |    | 18 s             |
| 8  | Domenico Pozzovivo | AG2R La Mondiale    |    | 26 s             |
| 9  | Warren Barguil     | Giant-Shimano       |    | 42 s             |
| 10 | Robert Kišerlovski | Trek Factory Racing |    | 48 s             |

## Classements finals

### Classement général
|    | Cycliste           | Pays        | Équipe              |    | Temps            |
| -- | ------------------ | ----------- | ------------------- | -- | ---------------- |
| 1  | Joaquim Rodríguez  | Espagne     | Katusha             | en | 29 h 41 min 34 s |
| 2  | Alberto Contador   | Espagne     | Tinkoff-Saxo        | +  | 4 s              |
| 3  | Tejay van Garderen | États-Unis  | BMC Racing          |    | 7 s              |
| 4  | Romain Bardet      | France      | AG2R La Mondiale    |    | 10 s             |
| 5  | Nairo Quintana     | Colombie    | Movistar            |    | 10 s             |
| 6  | Christopher Froome | Royaume-Uni | Sky                 |    | 17 s             |
| 7  | Andrew Talansky    | États-Unis  | Garmin-Sharp        |    | 18 s             |
| 8  | Domenico Pozzovivo | Italie      | AG2R La Mondiale    |    | 26 s             |
| 9  | Warren Barguil     | France      | Giant-Shimano       |    | 42 s             |
| 10 | Robert Kišerlovski | Croatie     | Trek Factory Racing |    | 48 s             |

### Classements annexes
|   | Cycliste         | Équipe        | Points |
| - | ---------------- | ------------- | ------ |
| 1 | Michel Koch      | Cannondale    | 13     |
| 2 | Boris Vallée     | Lotto-Belisol | 9      |
| 3 | Marcus Burghardt | BMC Racing    | 8      |

|   | Cycliste           | Équipe     | Points |
| - | ------------------ | ---------- | ------ |
| 1 | Stef Clement       | Belkin     | 82     |
| 2 | Joaquim Rodríguez  | Katusha    | 40     |
| 3 | Tejay van Garderen | BMC Racing | 39     |

|   | Cycliste    | Équipe     | Points |
| - | ----------- | ---------- | ------ |
| 1 | Michel Koch | Cannondale | 7      |
| 2 | Yoann Bagot | Cofidis    | 3      |
| 3 | Mikel Landa | Astana     | 2      |

|   | Équipe           | Pays       |    | Temps            |
| - | ---------------- | ---------- | -- | ---------------- |
| 1 | Garmin-Sharp     | États-Unis | en | 89 h 08 min 15 s |
| 2 | AG2R La Mondiale | France     | +  | 21 s             |
| 3 | Astana           | Kazakhstan |    | 1 min 40 s       |

### UCI World Tour
Ce Tour de Catalogne attribue des points pour l'UCI World Tour 2014, seulement aux coureurs des équipes ayant un label ProTeam.
| Position           | 1er | 2e | 3e | 4e | 5e | 6e | 7e | 8e | 9e | 10e |
| Classement général | 100 | 80 | 70 | 60 | 50 | 40 | 30 | 20 | 10 | 4   |
| Par étape          | 6   | 4  | 2  | 1  | 1  |    |    |    |    |     |

| #  | Coureur            | Équipe           | Points |
| -- | ------------------ | ---------------- | ------ |
| 1  | Joaquim Rodríguez  | Katusha          | 107    |
| 2  | Alberto Contador   | Tinkoff-Saxo     | 86     |
| 3  | Tejay van Garderen | BMC Racing       | 77     |
| 4  | Romain Bardet      | AG2R La Mondiale | 64     |
| 5  | Nairo Quintana     | Movistar         | 53     |
| 6  | Christopher Froome | Sky              | 41     |
| 7  | Andrew Talansky    | Garmin-Sharp     | 30     |
| 8  | Domenico Pozzovivo | AG2R La Mondiale | 20     |
| 9  | Luka Mezgec        | Giant-Shimano    | 18     |
| 10 | Warren Barguil     | Giant-Shimano    | 10     |

| Suite du classement (11-23) | Suite du classement (11-23) | Suite du classement (11-23) | Suite du classement (11-23) |
| --------------------------- | --------------------------- | --------------------------- | --------------------------- |
| #                           | Coureur                     | Équipe                      | Points                      |
| 11                          | Julian Alaphilippe          | Omega Pharma-Quick Step     | 7                           |
| 12                          | Stef Clement                | Belkin                      | 6                           |
| 12                          | Lieuwe Westra               | Astana                      | 6                           |
| 14                          | Marcus Burghardt            | BMC Racing                  | 5                           |
| 15                          | Roberto Ferrari             | Lampre-Merida               | 4                           |
| 15                          | Leigh Howard                | Orica-GreenEDGE             | 4                           |
| 15                          | Robert Kišerlovski          | Trek Factory Racing         | 4                           |
| 18                          | Samuel Dumoulin             | AG2R La Mondiale            | 2                           |
| 18                          | Paul Martens                | Belkin                      | 2                           |
| 18                          | Daniele Ratto               | Cannondale                  | 2                           |
| 18                          | Pieter Serry                | Omega Pharma-Quick Step     | 2                           |
| 18                          | Thomas Voeckler             | Europcar                    | 2                           |
| 23                          | Tosh Van der Sande          | Lotto-Belisol               | 1                           |
| 23                          | Jens Voigt                  | Trek Factory Racing         | 1                           |

## Évolution des classements
| Étape              | Vainqueur          | Classement général | Classement des sprints | Classement de la montagne | Classement du trophée Miguel Poblet | Classement par équipes  |
| ------------------ | ------------------ | ------------------ | ---------------------- | ------------------------- | ----------------------------------- | ----------------------- |
| 1                  | Luka Mezgec        | Luka Mezgec        | Boris Vallée           | Romain Lemarchand         | Romain Lemarchand                   | Omega Pharma-Quick Step |
| 2                  | Luka Mezgec        | Luka Mezgec        | Boris Vallée           | Romain Lemarchand         | Michel Koch                         | Lotto-Belisol           |
| 3                  | Joaquim Rodríguez  | Joaquim Rodríguez  | Michel Koch            | Jack Bobridge             | Michel Koch                         | AG2R La Mondiale        |
| 4                  | Tejay van Garderen | Joaquim Rodríguez  | Michel Koch            | Stef Clement              | Michel Koch                         | Garmin-Sharp            |
| 5                  | Luka Mezgec        | Joaquim Rodríguez  | Michel Koch            | Stef Clement              | Michel Koch                         | Garmin-Sharp            |
| 6                  | Stef Clement       | Joaquim Rodríguez  | Michel Koch            | Stef Clement              | Michel Koch                         | Garmin-Sharp            |
| 7                  | Lieuwe Westra      | Joaquim Rodríguez  | Michel Koch            | Stef Clement              | Michel Koch                         | Garmin-Sharp            |
| Classements finals | Classements finals | Joaquim Rodríguez  | Michel Koch            | Stef Clement              | Michel Koch                         | Garmin-Sharp            |

## Liste des participants
- Liste de départ complète

| Légende | Légende                                                                                                  | Légende | Légende                                                                                         |
| ------- | --- | ------- | ----------------------------------------------------------------------------------------------- |
| Num     | Dossard de départ porté par le coureur sur ce Tour de Catalogne                                          | Pos     | Position finale au classement général                                                           |
|         | Indique le vainqueur du classement général                                                               |         | Indique le vainqueur du classement des sprints                                                  |
|         | Indique le vainqueur du meilleur grimpeur                                                                |         | Indique le vainqueur du classement du trophée Miguel Poblet                                     |
|         | Indique un maillot de champion national ou mondial, suivi de sa spécialité                               | #       | Indique la meilleure équipe                                                                     |
| NP      | Indique un coureur qui n'a pas pris le départ d'une étape, suivi du numéro de l'étape où il s'est retiré | AB      | Indique un coureur qui n'a pas terminé une étape, suivi du numéro de l'étape où il s'est retiré |
| HD      | Indique un coureur qui a terminé une étape hors des délais, suivi du numéro de l'étape                   |         |                                                                                                 |

| Garmin-Sharp # GRS | Garmin-Sharp # GRS     | Garmin-Sharp # GRS |
| ------------------ | ---------------------- | ------------------ |
| Num                | Coureur                | Pos                |
| 1                  | Daniel Martin (IRL)    | 16e                |
| 2                  | Ryder Hesjedal (CAN)   | 15e                |
| 3                  | Koldo Fernández (ESP)  | 64e                |
| 4                  | Thomas Danielson (USA) | NP-4               |
| 5                  | Janier Acevedo (COL)   | 69e                |
| 6                  | Nathan Brown (USA)     | AB-7               |
| 7                  | Andrew Talansky (USA)  | 7e                 |
| 8                  | Phillip Gaimon (USA)   | AB-7               |

| Katusha KAT | Katusha KAT             | Katusha KAT |
| ----------- | ----------------------- | ----------- |
| Num         | Coureur                 | Pos         |
| 11          | Joaquim Rodríguez (ESP) | 1er         |
| 12          | Alberto Losada (ESP)    | AB-7        |
| 13          | Daniel Moreno (ESP)     | 18e         |
| 14          | Ángel Vicioso (ESP)     | 91e         |
| 15          | Giampaolo Caruso (ITA)  | 39e         |
| 16          | Maxim Belkov (RUS)      | AB-7        |
| 17          | Pavel Brutt (RUS)       | 98e         |
| 18          | Eduard Vorganov (RUS)   | 75e         |

| Movistar MOV | Movistar MOV               | Movistar MOV |
| ------------ | -------------------------- | ------------ |
| Num          | Coureur                    | Pos          |
| 21           | Nairo Quintana (COL)       | 5e           |
| 22           | Igor Antón (ESP)           | AB-7         |
| 23           | Eros Capecchi (ITA)        | AB-7         |
| 24           | Javier Moreno (ESP)        | 51e          |
| 25           | Rubén Plaza (ESP)          | 41e          |
| 26           | Jonathan Castroviejo (ESP) | 43e          |
| 27           | Pablo Lastras (ESP)        | 97e          |
| 28           | José Herrada (ESP)         | 26e          |

| Tinkoff-Saxo TCS | Tinkoff-Saxo TCS               | Tinkoff-Saxo TCS |
| ---------------- | ------------------------------ | ---------------- |
| Num              | Coureur                        | Pos              |
| 31               | Alberto Contador (ESP)         | 2e               |
| 32               | Chris Anker Sørensen (DEN)     | AB-7             |
| 33               | Bruno Pires (POR)              | AB-7             |
| 34               | Jesús Hernández Blázquez (ESP) | AB-7             |
| 35               | Paweł Poljański (POL)          | NP-6             |
| 36               | Rory Sutherland (AUS)          | 67e              |
| 37               | Sérgio Paulinho (POR)          | 79e              |
| 38               | Jesper Hansen (DEN)            | AB-3             |

| Omega Pharma-Quick Step OPQ | Omega Pharma-Quick Step OPQ | Omega Pharma-Quick Step OPQ |
| --------------------------- | --------------------------- | --------------------------- |
| Num                         | Coureur                     | Pos                         |
| 41                          | Rigoberto Urán (COL)        | 29e                         |
| 42                          | Pieter Serry (BEL)          | AB-7                        |
| 43                          | Gianluca Brambilla (ITA)    | 30e                         |
| 44                          | Thomas De Gendt (BEL)       | AB-7                        |
| 45                          | Petr Vakoč (CZE)            | AB-7                        |
| 46                          | Serge Pauwels (BEL)         | AB-7                        |
| 47                          | Julian Alaphilippe (FRA)    | 83e                         |
| 48                          | Carlos Verona (ESP)         | 21e                         |

| Sky SKY | Sky SKY                   | Sky SKY |
| ------- | ------------------------- | ------- |
| Num     | Coureur                   | Pos     |
| 51      | Christopher Froome (GBR)  | 6e      |
| 52      | Joshua Edmondson (GBR)    | AB-5    |
| 53      | David López García (ESP)  | 17e     |
| 54      | Mikel Nieve (ESP)         | AB-6    |
| 55      | Richie Porte (AUS)        | AB-2    |
| 56      | Kanstantsin Siutsou (BLR) | AB-7    |
| 57      | Danny Pate (USA)          | 99e     |
| 58      | Nathan Earle (AUS)        | AB-7    |

| AG2R La Mondiale ALM | AG2R La Mondiale ALM     | AG2R La Mondiale ALM |
| -------------------- | ------------------------ | -------------------- |
| Num                  | Coureur                  | Pos                  |
| 61                   | Carlos Betancur (COL)    | NP-4                 |
| 62                   | Samuel Dumoulin (FRA)    | 74e                  |
| 63                   | Romain Bardet (FRA)      | 4e                   |
| 64                   | Sébastien Minard (FRA)   | 81e                  |
| 65                   | Ben Gastauer (LUX)       | 49e                  |
| 66                   | Mikaël Cherel (FRA)      | 25e                  |
| 67                   | Julian Kern (GER)        | 96e                  |
| 68                   | Domenico Pozzovivo (ITA) | 8e                   |

| Astana AST | Astana AST                        | Astana AST |
| ---------- | --------------------------------- | ---------- |
| Num        | Coureur                           | Pos        |
| 71         | Mikel Landa (ESP)                 | 35e        |
| 72         | Jakob Fuglsang (DEN)              | 11e        |
| 73         | Fabio Aru (ITA)                   | 20e        |
| 74         | Aleksandr Dyachenko (KAZ) (Route) | AB-7       |
| 75         | Fredrik Kessiakoff (SWE)          | AB-7       |
| 76         | Paolo Tiralongo (ITA)             | AB-5       |
| 77         | Lieuwe Westra (NED)               | 55e        |
| 78         | Andrey Zeits (KAZ)                | 50e        |

| Belkin BEL | Belkin BEL              | Belkin BEL |
| ---------- | ----------------------- | ---------- |
| Num        | Coureur                 | Pos        |
| 81         | Laurens ten Dam (NED)   | 62e        |
| 82         | Stef Clement (NED)      | 44e        |
| 83         | Jack Bobridge (AUS)     | AB-7       |
| 84         | Steven Kruijswijk (NED) | AB-7       |
| 85         | Wilco Kelderman (NED)   | 12e        |
| 86         | Paul Martens (GER)      | AB-7       |
| 87         | David Tanner (AUS)      | AB-5       |
| 88         | Martijn Keizer (NED)    | 73e        |

| BMC Racing BMC | BMC Racing BMC           | BMC Racing BMC |
| -------------- | ------------------------ | -------------- |
| Num            | Coureur                  | Pos            |
| 91             | Samuel Sánchez (ESP)     | 45e            |
| 92             | Tejay van Garderen (USA) | 3e             |
| 93             | Peter Stetina (USA)      | 36e            |
| 94             | Darwin Atapuma (COL)     | 32e            |
| 95             | Marcus Burghardt (GER)   | 77e            |
| 96             | Yannick Eijssen (BEL)    | 76e            |
| 97             | Martin Kohler (SUI)      | 59e            |
| 98             | Lawrence Warbasse (USA)  | 48e            |

| Cannondale CAN | Cannondale CAN           | Cannondale CAN |
| -------------- | ------------------------ | -------------- |
| Num            | Coureur                  | Pos            |
| 101            | Ivan Basso (ITA)         | AB-7           |
| 102            | Cameron Wurf (AUS)       | NP-6           |
| 103            | George Bennett (NZL)     | 31e            |
| 104            | Daniele Ratto (ITA)      | AB-7           |
| 105            | Michel Koch (GER)        | 93e            |
| 106            | Jean-Marc Marino (FRA)   | AB-7           |
| 107            | Cristiano Salerno (ITA)  | AB-7           |
| 108            | Cayetano Sarmiento (COL) | 56e            |

| FDJ.fr FDJ | FDJ.fr FDJ                    | FDJ.fr FDJ |
| ---------- | ----------------------------- | ---------- |
| Num        | Coureur                       | Pos        |
| 111        | Thibaut Pinot (FRA)           | 13e        |
| 112        | Jérémy Roy (FRA)              | 53e        |
| 113        | Kenny Elissonde (FRA)         | 87e        |
| 114        | Arnold Jeannesson (FRA)       | 28e        |
| 115        | Jussi Veikkanen (FIN) (Route) | 92e        |
| 116        | Cédric Pineau (FRA)           | 78e        |
| 117        | Alexandre Geniez (FRA)        | AB-5       |
| 118        | Anthony Roux (FRA)            | 100e       |

| Lampre-Merida LAM | Lampre-Merida LAM        | Lampre-Merida LAM |
| ----------------- | ------------------------ | ----------------- |
| Num               | Coureur                  | Pos               |
| 121               | Christopher Horner (USA) | NP-4              |
| 122               | Przemysław Niemiec (POL) | NP-5              |
| 123               | Winner Anacona (COL)     | 61e               |
| 124               | Kristijan Đurasek (CRO)  | AB-7              |
| 125               | Roberto Ferrari (ITA)    | AB-7              |
| 126               | José Serpa (COL)         | 38e               |
| 127               | Jan Polanc (SLO)         | 58e               |
| 128               | Mattia Cattaneo (ITA)    | AB-3              |

| Lotto-Belisol LTB | Lotto-Belisol LTB           | Lotto-Belisol LTB |
| ----------------- | --------------------------- | ----------------- |
| Num               | Coureur                     | Pos               |
| 131               | Jurgen Van den Broeck (BEL) | 34e               |
| 132               | Sander Armée (BEL)          | 19e               |
| 133               | Stig Broeckx (BEL)          | AB-7              |
| 134               | Bart De Clercq (BEL)        | AB-7              |
| 135               | Gregory Henderson (NZL)     | NP-3              |
| 136               | Boris Vallée (BEL)          | 84e               |
| 137               | Tosh Van der Sande (BEL)    | 65e               |
| 138               | Dennis Vanendert (BEL)      | AB-3              |

| Orica-GreenEDGE OGE | Orica-GreenEDGE OGE   | Orica-GreenEDGE OGE |
| ------------------- | --------------------- | ------------------- |
| Num                 | Coureur               | Pos                 |
| 141                 | Christian Meier (CAN) | 40e                 |
| 142                 | Sam Bewley (NZL)      | AB-7                |
| 143                 | Brett Lancaster (AUS) | AB-4                |
| 144                 | Esteban Chaves (COL)  | 46e                 |
| 145                 | Simon Clarke (AUS)    | AB-2                |
| 146                 | Damien Howson (AUS)   | AB-7                |
| 147                 | Adam Yates (GBR)      | 22e                 |
| 148                 | Leigh Howard (AUS)    | AB-7                |

| Europcar EUC | Europcar EUC           | Europcar EUC |
| ------------ | ---------------------- | ------------ |
| Num          | Coureur                | Pos          |
| 151          | Thomas Voeckler (FRA)  | 88e          |
| 152          | Natnael Berhane (ERI)  | 95e          |
| 153          | Christophe Kern (FRA)  | AB-3         |
| 154          | Davide Malacarne (ITA) | 33e          |
| 155          | Maxime Méderel (FRA)   | 54e          |
| 156          | Perrig Quéméneur (FRA) | 71e          |
| 157          | Kévin Réza (FRA)       | 68e          |
| 158          | Pierre Rolland (FRA)   | AB-7         |

| Giant-Shimano GIA | Giant-Shimano GIA         | Giant-Shimano GIA |
| ----------------- | ------------------------- | ----------------- |
| Num               | Coureur                   | Pos               |
| 161               | Warren Barguil (FRA)      | 9e                |
| 162               | Thomas Damuseau (FRA)     | 80e               |
| 163               | Johannes Fröhlinger (GER) | 60e               |
| 164               | Chad Haga (USA)           | AB-7              |
| 165               | Thomas Peterson (USA)     | AB-7              |
| 166               | Georg Preidler (AUT)      | AB-6              |
| 167               | Ji Cheng (CHN)            | AB-6              |
| 168               | Luka Mezgec (SLO)         | AB-7              |

| Trek Factory Racing TFR | Trek Factory Racing TFR          | Trek Factory Racing TFR |
| ----------------------- | -------------------------------- | ----------------------- |
| Num                     | Coureur                          | Pos                     |
| 171                     | Haimar Zubeldia (ESP)            | AB-2                    |
| 172                     | Julián Arredondo (COL)           | NP-4                    |
| 173                     | Danilo Hondo (GER)               | NP-2                    |
| 174                     | Giacomo Nizzolo (ITA)            | AB-5                    |
| 175                     | Kristof Vandewalle (BEL)         | AB-7                    |
| 176                     | Jens Voigt (GER)                 | 63e                     |
| 177                     | Fumiyuki Beppu (JPN)             | 85e                     |
| 178                     | Robert Kišerlovski (CRO) (Route) | 10e                     |

| Caja Rural-Seguros RGA CJR | Caja Rural-Seguros RGA CJR | Caja Rural-Seguros RGA CJR |
| -------------------------- | -------------------------- | -------------------------- |
| Num                        | Coureur                    | Pos                        |
| 181                        | Luis León Sánchez (ESP)    | 27e                        |
| 182                        | David Arroyo (ESP)         | AB-7                       |
| 183                        | Antonio Piedra (ESP)       | AB-7                       |
| 184                        | Amets Txurruka (ESP)       | 37e                        |
| 185                        | Ángel Madrazo (ESP)        | 89e                        |
| 186                        | Davide Viganò (ITA)        | AB-7                       |
| 187                        | Marcos García (ESP)        | AB-7                       |
| 188                        | Heiner Parra (COL)         | AB-7                       |

| CCC Polsat Polkowice CCC | CCC Polsat Polkowice CCC | CCC Polsat Polkowice CCC |
| ------------------------ | ------------------------ | ------------------------ |
| Num                      | Coureur                  | Pos                      |
| 191                      | Davide Rebellin (ITA)    | 47e                      |
| 192                      | Adrian Honkisz (POL)     | 72e                      |
| 193                      | Tomasz Marczyński (POL)  | NP-6                     |
| 194                      | Mateusz Taciak (POL)     | AB-7                     |
| 195                      | Maciej Paterski (POL)    | 57e                      |
| 196                      | Łukasz Owsian (POL)      | 90e                      |
| 197                      | Marek Rutkiewicz (POL)   | AB-7                     |
| 198                      | Branislau Samoilau (BLR) | 42e                      |

| Cofidis COF | Cofidis COF               | Cofidis COF |
| ----------- | ------------------------- | ----------- |
| Num         | Coureur                   | Pos         |
| 201         | Daniel Navarro (ESP)      | 24e         |
| 202         | Luis Ángel Maté (ESP)     | 14e         |
| 203         | Yoann Bagot (FRA)         | 23e         |
| 204         | Romain Hardy (FRA)        | 66e         |
| 205         | Christophe Le Mével (FRA) | AB-7        |
| 206         | Rudy Molard (FRA)         | 52e         |
| 207         | Stéphane Poulhiès (FRA)   | 101e        |
| 208         | Romain Lemarchand (FRA)   | AB-3        |

| Wanty-Groupe Gobert WGG | Wanty-Groupe Gobert WGG  | Wanty-Groupe Gobert WGG |
| ----------------------- | ------------------------ | ----------------------- |
| Num                     | Coureur                  | Pos                     |
| 211                     | Thomas Degand (BEL)      | 70e                     |
| 212                     | Jérôme Baugnies (BEL)    | 94e                     |
| 213                     | Francis De Greef (BEL)   | AB-7                    |
| 214                     | Grégory Habeaux (BEL)    | AB-7                    |
| 215                     | Michel Kreder (NED)      | 86e                     |
| 216                     | Marco Minnaard (NED)     | AB-3                    |
| 217                     | Kevin Seeldraeyers (BEL) | AB-2                    |
| 218                     | Nico Sijmens (BEL)       | 82e                     |